# 531 هـ
531 هـ هي سنة في التقويم الهجري امتدت مقابلةً في التقويم الميلادي بين سنتي 1136 و1137.

## وفيات
- أبو جعفر الهمذاني

- زين الدين الجرجاني